# 今 (ET-KINGの曲)
「今」（いま）は、日本のJ-POPユニット、ET-KINGの10枚目（メジャー8枚目）のシングルである。発売元はユニバーサルミュージック。

## 収録曲
1. 今(404)
作詞：ET-KING
作曲：ET-KING・NAOKI-T
編曲：NAOKI-T
読売テレビ・日本テレビ系アニメ「ヤッターマン」エンディング・テーマ
2. 大阪にどつかれて(411)
作詞：ET-KING
作曲：ET-KING
3. 今 (Instrumental)
4. 大阪にどつかれて (Instrumental)

世の中に対する怒りや葛藤を歌ったET-KING流青春パンク。プロデュースはNAOKI-T。

## 収録CD、DVD
- 今
  - U
  - シングル コレクション!
  - 応援歌集
  - 見放題!2~ET-KING VIDEO CLIP COLLECTION~ [DVD]
  - YOSHIMOTO WONDER CAMP KANSAI ～Laugh & Peace 2011～ET-KING Presents コント・ミュージカル「ET-KING歌笑劇 ～焚き火～」in 京橋花月 [DVD]
  - ライブ シングルコレクション! [DVD]
- 大阪にどつかれて
  - 10-ten-
  - 20th Anniversary ALL TIME BEST -Journey-(通常盤)